# Macon (Missouri)
Macon és una població dels Estats Units a l'estat de Missouri. Segons el cens del 2000 tenia 5.538 habitants.

## Demografia
Segons el cens del 2000, Macon tenia 5.538 habitants, 2.434 habitatges, i 1.448 famílies. La densitat de població era de 348,8 habitants per km².
Dels 2.434 habitatges en un 27,2% hi vivien nens de menys de 18 anys, en un 46,1% hi vivien parelles casades, en un 10,5% dones solteres, i en un 40,5% no eren unitats familiars. En el 37,1% dels habitatges hi vivien persones soles el 19,8% de les quals corresponia a persones de 65 anys o més que vivien soles. El nombre mitjà de persones vivint en cada habitatge era de 2,17 i el nombre mitjà de persones que vivien en cada família era de 2,82.
Per edats la població es repartia de la següent manera: un 22,7% tenia menys de 18 anys, un 7,7% entre 18 i 24, un 24,1% entre 25 i 44, un 21,7% de 45 a 60 i un 23,8% 65 anys o més.
L'edat mediana era de 42 anys. Per cada 100 dones de 18 o més anys hi havia 79,3 homes.
La renda mediana per habitatge era de 26.738 $ i la renda mediana per família de 36.633 $. Els homes tenien una renda mediana de 30.069 $ mentre que les dones 18.217 $. La renda per capita de la població era de 16.679 $. Entorn del 8,6% de les famílies i el 12,8% de la població estaven per davall del llindar de pobresa.

## Poblacions més properes
El següent diagrama mostra les poblacions més properes.